# William Hill (stavnica)
William Hill plc je ena od največjih stavnic v Združenem kraljestvu. Kotira na londonski borzi in je uvrščen v indeks FTSE 250. Dne 2. avgusta 2013 je bil uvrščen na seznam z vrednostjo tržne kapitalizacije 4,07 milijarde GBP.

## Zgodovina
Podjetje je ustanovil William Hill leta 1934 v času, ko so bile igre na srečo v Veliki Britaniji nezakonite. Lastniki so se mnogokrat zamenjali, leta 1971 jo je prevzelo podjetje Sears Holdings, leta 1988 Grand Metropolitan, nato pa Brent Walker leta 1989.
V septembru 1996 je Brent Walker po ugotovitvi, da je Grand Metropolitan v času prodaje prikazal pretirane dobičke družbe, dobil povrnjenih 117 milijonov GBP od 685 milijonov GBP, ki jih je plačal za William Hill.
Japonska investicijska banka Nomura je leta 1997 pripravila odkup Williama Hilla z zadolžitvijo 700 milijonov GBP, ko je Brent Walker propadel z dolgovi, ki po preiskavi Urada za hude prevare (Serious Fraud Office) presegajo 1,3 milijarde GBP in je imelo za posledico zaporne kazni dveh direktorjev.
V februarju 1999 je bilo predlagano kotiranje na borzi opuščeno zaradi »šibkega interesa« in Nomura je namesto tega preložila podjetje sredstvom, upravljanih s strani zasebnih kapitalskih podjetij Cinven in CVC Capital Partners za 825 milijonov GBP.
Podjetje je končno kotiralo na londonski borzi leta 2002. Naslednje leto je izvršni direktor David Harding prejel bonus v višini 2,84 milijonov GBP, s čimer je postal peti najbolje plačani direktor Velike Britanije v letu 2003.
Podjetje je kupilo dva stadiona za pasje dirke, leta 2002 stadion Sunderland Greyhound in leta 2003 stadion Newcastle Greyhound.
V juniju 2004 je izvršni direktor David Harding prodal 5,2 milijona GBP delnic za financiranje svoje ločitve, kar je imelo za posledico padec vrednosti delnice družbe in zmanjšanje vrednosti podjetja za 75 milijonov GBP.
Leta 2005 je William Hill za 504 milijonov GBP od podjetja Stanley Leisure kupil 624 stavnih prodajaln v Združenem kraljestvu, na Irskem, otoku Man in Jerseyju. S to pridobitvijo je za nekaj časa prehitel podjetje Ladbrokes na prvem mestu trga stav Združenega kraljestva glede trgovin, vendar ne glede prihodkov. Urad za pošteno poslovanje Združenega kraljestva (Office of Fair Trading) je prisilil William Hill v prodajo 78-tih od 624-tih Stanley trgovin zaradi zaskrbljenosti glede nekonkurenčne prakse.
Zaradi strahu, da je William Hill plačal preveč za Stanley trgovine, je podjetje decembra 2005 izpadlo iz indeksa FTSE 100.
Leta 2008 je bil Ralph Topping imenovan za izvršnega direktorja. Potem, ko je izstopil iz univerze Strathclyde kot samopriznani »lopov«, je Topping leta 1973 sprejel sobotno službo v stavni prodajalni Williama Hill v bližnjem Hampden Parku v Glasgowu in si utiral pot po lestvici navzgor.
Za izboljšanje svojega propadajočega poslovanja na spletu je William Hill v novembru 2008 sklenil partnerstvo z Orbisom (po novem OpenBet) in izraelskim podjetjem programske opreme Playtechom.
V skladu s pogoji dogovora je William Hill plačal ustanovitelju Playtecha Teddyju Sagiju 144,5 milijona GBP za različna premoženja in pridružena podjetja. Ta vključujejo več spletnih igralnic, katere William Hill še vedno upravlja pod imenom WHG. Playtech je prevzel 29 % delež v novem podjetju William Hill Online.
Po poročilih je podjetje ob odpravi prejšnjega internega sistema odpisalo 26 milijonov GBP. V juniju 2009 je William Hill podprl Playtech kljub temu, da je imel njihov partner po opozorilu o dobičku izničeno četrtino svoje borzne vrednosti.

## Poslovanje
Podjetje deluje po vsem svetu in zaposluje približno 16.600 ljudi. Glavne poslovalnice ima v Veliki Britaniji, na Irskem in v Gibraltarju, skupaj s svojimi 2300 licenciranimi stavnimi poslovalnicami po vsej veliki Britaniji ponuja stave po telefonu in na internetu. V Veliki Britaniji je največji operater in predstavlja okoli 25 odstotkov trga v Veliki Britaniji in na Irskem. Klicni centri za stave preko telefona, ki se nahajajo v Rotherhamu in South Yorkshiru, so v letu 2007 sprejeli 125.000 stav, glede na podatke podjetja pa po vsej državi njegove stavnice obdelajo na povprečen dan več kot milijon stavnih listkov.
Poleg sportsbooka na spletu podjetje ponuja spletne casino igre, spretnostne (skill) igre, spletni bingo in poker. Od Zakona o igralništvu 2005 Združenega kraljestva (Gambling Act 2005) so igralni avtomati okrepili dobiček in nevtralizirali zmanjšanje prihodkov na drugih področjih.
William Hill je v letu 2004 začel svoj lastni kabelski kanal, ki je obstajal dve leti, zdaj pa ponujajo interno vizualno oddajanje v živo neposredno v njihove stavne prodajalne. Snemanje poteka v studiih v Leedsu in predvajanje teče vzporedno z radijskim signalom prodajalne, kar ponuja edinstveno storitev potencialnim igralcem.
V avgustu 2010 je William Hill v boju proti igranju na srečo mladoletnih oseb v svojih prodajalnah začel program usposabljanja za več kot 10.000 zaposlenih.
Podjetje sta kritizirala sindikata Združenega kraljestva Community in Unite zaradi ravnanja z delavci v prodajalnah. Posebej je bilo ugotovljeno, da podjetje izpostavlja osebje tveganju, saj morajo v prodajalnah delati sami, prav tako je od osebja zahtevalo opravljanje neplačanega dela po koncu delovnega dne.
V novembru 2008 so analitiki pri banki UBS izrazili zaskrbljenost glede ravni dolga podjetja, ki je znašal več kot 1 milijardo GBP, kasneje so poročali o 1,5 milijarde GBP. V letu 2009 je v prizadevanju za prestrukturiranje dolga podjetje sprejela ukrepe tako glede vprašanja pravic kot tudi glede podjetniških obveznic.
Od leta 2001 do leta 2009 je William Hill plačal poslancu Georgu Howarthu 30.000 GBP letno za to, da je deloval kot parlamentarni svetovalec. Medtem ko je bil na plačilni listi Williama Hilla, je za proračun leta 2003 predlagal spremembe, strožje ravni obdavčitve za izmenjave stav v prodajalnah. Howarth je zapustil svojo funkcijo po škandalu izdatkov l. 2009.

## Mediji Williama Hilla
Stran novic podjetja deluje kot sestrski kanal Sportsbooka, s spletnimi intervjuji športnih in konjskih dirk, predvajanji in drugo vsebino.
Preko svojih prodajaln in preko spleta William Hill ponuja različne interaktivne medijske formate. Že več kot deset let obstaja William Hill Radio, kanal konjskih dirk v realnem času s komentarji v živo, novicami in predogledi. Različne zvočne in vizualne podcaste lahko prenesete tako s strani novic kot tudi iz iTunes. Od junija 2010 William Hill pokriva športne stave tudi z radiom In-Play (v igri).
V svojih stavnih prodajalnah širom po Veliki Britaniji, ki so na prvem mestu pri promociji iger na srečo in stavah, William Hill oddaja dnevno v živo iz studiev sedeža v Leedsu.

## Zunaj Združenega kraljestva
Leta 2009 je William Hill za izogibanje plačilu davka preselil svoj spletni oddelek in oddelek iger s fiksnimi kvotami v Gibraltar. V Gibraltarju je William Hill član Gibraltarskega združenja za igre na srečo (Gibraltar Betting and Gaming Association). Spletno poslovanje podjetja je imelo predhodno sedež na Nizozemskih Antilih, davčni oazi, dokler niso spremembe 2007 v zakonu prepovedale oglaševanja v Veliki Britaniji igralniškim podjetjem, ki nimajo sedeža v EGP.
V marcu 2009 je William Hill zaprl 14 od svojih trgovin v Republiki Irski z izgubo 53-tih delovnih mest. V februarju 2010 je sporočil, da je ostalih 36 irskih trgovin »pod pregledom« zaradi morebitne uvedbe spornih igralnih avtomatov v irskih prodajalnah.
William Hill se je leta 2008 umaknil z Italijanskega trga po samo dveh letih delovanja, kar je neuspeh in zgrešena naložba, ki je stala podjetje 1 milijon GBP. Skupno podjetje v Španiji se je končalo januarja 2010, ko je partner Codere odkupil 50-odstotni delež Williama Hilla za 1 EUR, potem ko sta obe stranki aprila 2008 vložili začetno vsoto 10 milijonov EUR. William Hill je izgubil 11,6 milijona GBP v letu 2008 in 9,3 milijona GBP v letu 2009 za naložbo.
V septembru 2009 je podjetje sodelovalo na razpisu za prvo spletno licenco iger na srečo v Indiji in s tem izrazilo zanimanje za vstop na indijski trg stav preko oddaljene Himalajske indijske države Sikkim.
V juniju 2012 se je William Hill z nakupom treh verig sportsbookov: Lucky's, Leroy's in satelitskega operatrja Club Cal Neva, v skupni višini 53 milijonov USD, razširil v Nevado, edino državo ZDA, ki dovoljuje celovite športne stave. S tem poslom ima podjetje nadzor nad 55 odstotki lokacij sportsbooka ter 11 odstotki prihodkov širom države. Vse tri verige so preimenovali z imenom Williama Hilla.

## Sponzorstvo
Leta 2007 je William Hill zagrozil, da bo umaknil svoje sponzorstvo različnih konjskih dirk zaradi spora z dirkališči za TurfTV. William Hill, ki je bil najmočnejši kritik TurfTV-ja, je bil kasneje prisiljen v ponižujoč padec in se je na kanal naročil v januarju 2008.
Avgusta 2009 je William Hill postal sponzor na majicah nogometne ekipe Málaga CF v Španski La Ligi.
Podjetje sponzorira letno nagrado William Hill Sports Book of the Year, ki je »namenjeno nagrajevanju odličnosti v pisanju o športu«.

## Oglaševanje
V maju 2008 je britanska Agencija za oglaševalske standarde (ASA, Advertising Standards Authority) prepovedala Williamu Hillu predvajanje televizijskega oglasa, kateri naj bi po njihovih najdbah »dopuščal tako obnašanje igranja iger na srečo, ki je družbeno neodgovorno«.
V oktobru 2009 je ASA prepovedala plakat in tiskan oglas, ki je obljubljal »100 GBP BREZPLAČNIH STAV«. Za oglas je bilo ugotovljeno, da je »verjetno zavajajoč« in krši kodeks pravilnika britanskega Odbora za oglaševalsko prakso (Committee of Advertising Practice), ki se nanaša na »resničnost«.
V marcu 2010 je ASA prepovedala oglas s sporočilom »William Hill – DEJANSKO najboljše cene«. Kršil je več kodeksov Odbora za oglaševalsko prakso, vključno s tistimi, ki se nanašajo na »utemeljenost«, »resničnost« in »poštenost«.
V septembru 2011 je William Hill izdelal TV oglas s singlom l. 2005 »A Bit Patchy«.
V decembru 2012 je agencija ASA prepovedala oglasa s sporočilom »Najboljše cene na najboljše konje« in »Najboljše cene na najboljše ekipe«. Kršila sta več kodeksov Odbora za oglaševalsko prakso, vključno s tistimi, ki se nanašajo na »zavajajoče oglaševanje«, »utemeljenost« in »primerjave«. ASA je prepovedala tudi drug oglas s sloganom »Zajamčeno najboljše kvote«, ker je bil zavajajoč.